# Kadriorgpaleis

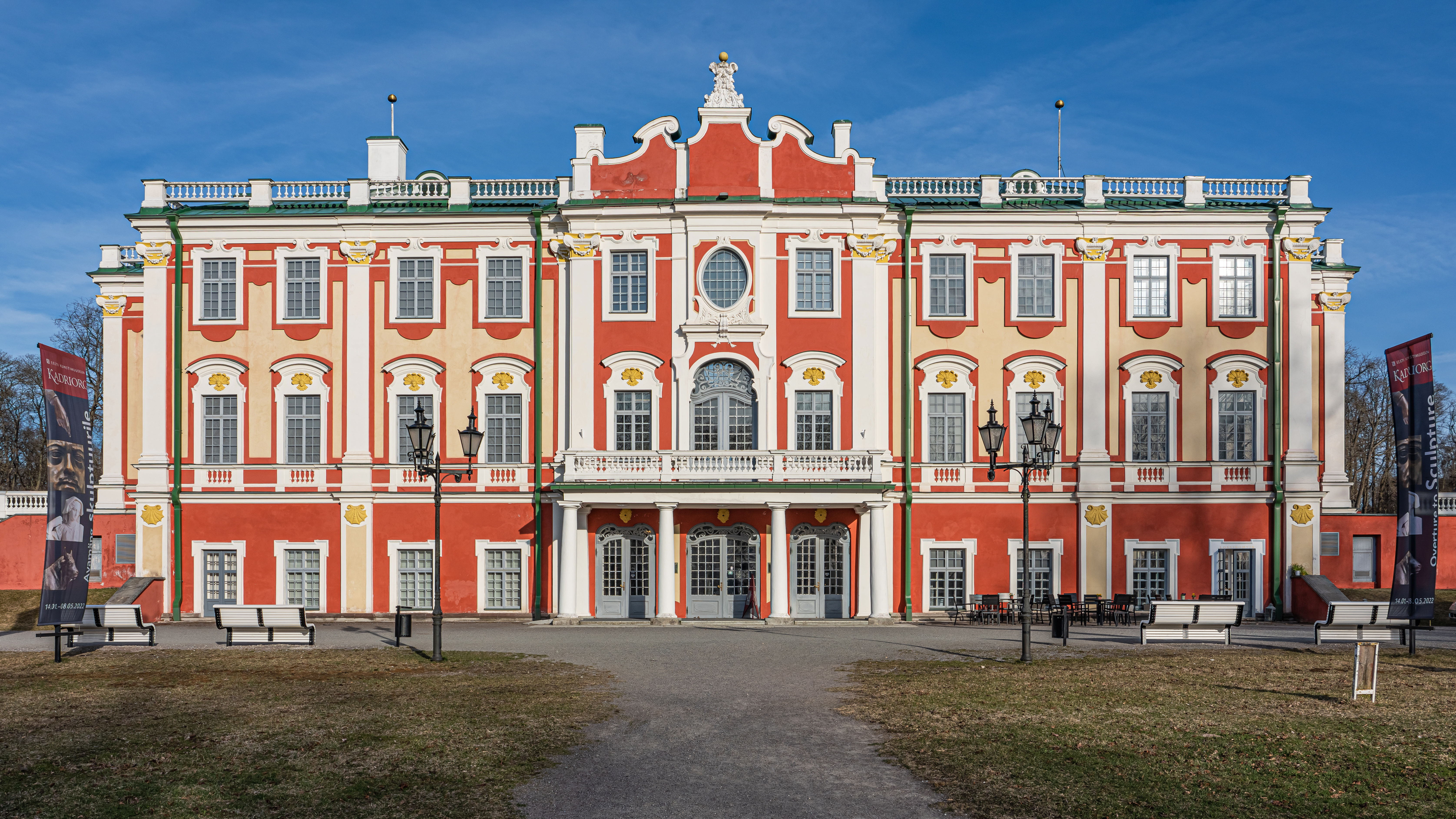
Het Kadriorgpaleis

Het Kadriorgpaleis (Estisch: Kadrioru loss; Duits: Catherinethal of Catherinenthal) is een paleis in barokstijl in de wijk Kadriorg in de Estische hoofdstad Tallinn. Het is gebouwd door tsaar Peter de Grote voor zijn tweede vrouw, tsarina Catharina. Sinds 2006 doet het paleis dienst als museum. Het is een dependance van het Kunstmuseum van Estland.

## Bouw
In 1710 veroverde het Keizerrijk Rusland onder tsaar Peter de Grote Zweeds Estland op Zweden. In 1714 kocht de tsaar in een dal nabij Reval (de toenmalige naam voor Tallinn) een eenvoudige driekamerwoning, waar hij verbleef als hij Reval bezocht. Dit Peter de Grotehuis bestaat nog steeds en is tegenwoordig een museum gewijd aan het leven van de tsaar. In de zomer van 1718 begonnen de bouwwerkzaamheden voor een paleis met een bijbehorend park. De tsaar doopte het dal, dat lag tussen het kalksteenplateau van Lasnamäe en de Finse Golf, Catherinethal naar zijn tweede vrouw, tsarina Catharina. In het Estisch werd die naam vertaald in Kadriorg.
De architect van het paleis was de Italiaan Niccolò Michetti (1675–1758), die later ook betrokken was bij de bouw van het Paleizencomplex in Peterhof. Het omringende park, 1 km² groot,  is ontworpen door Ilja Soermin. In 1722 werden in het park 550 bomen geplant. Bij de dood van de tsaar in 1725 was het gebouw nog niet af. Zijn weduwe Catharina I toonde ook weinig interesse in het gebouw.
Pas in de jaren 1827-1830 liet tsaar Nicolaas I het Kadriorgpaleis afbouwen en tegelijk het al bestaande gedeelte restaureren. Sindsdien verbleef de familie van de tsaar er af en toe. Tussen 1741 en 1917 was het paleis ook de residentie van de gouverneur van het goebernija Estland.

## In de tijd van de onafhankelijkheid
Toen Estland in 1918 onafhankelijk was geworden, werd het paleis staatseigendom. Het werd gebruikt voor kunsttentoonstellingen, terwijl de beeldhouwer  August Weizenberg een vleugel mocht gebruiken als atelier. Tussen 1921 en 1928 was het paleis tentoonstellingsruimte voor wat later zou uitgroeien tot de collectie van het Estisch Kunstmuseum, maar in 1929 werd besloten van het paleis het zomerverblijf van het Estische staatshoofd te maken.
In 1934 werd het Kadriorgpaleis de officiële ambtswoning van de toenmalige staatsoudste en latere eerste president van Estland, Konstantin Päts. Päts liet het paleis verbouwen, waarbij een banketzaal en een bibliotheek ontstonden. Verdere plannen om van het paleis en het omringende park privébezit te maken, strandden op massale protesten van de bevolking. Tsaar Peter had bepaald dat het park openbaar toegankelijk diende te blijven; dat Päts daaraan een eind wilde maken, viel niet in goede aarde. In de late jaren dertig werd op een steenworp afstand een nieuw presidentieel paleis gebouwd, ontworpen door de architect Alar Kotli. President Päts woonde daar tussen 1938 en zijn deportatie tijdens de Sovjetbezetting in 1940.

## Na 1940
In de jaren 1941-1944, de tijd van de bezetting van Estland door nazi-Duitsland, was het Kadriorgpaleis de residentie van de Generalkommissar van het Generalbezirk Estland, Karl-Siegmund Litzmann.
Na 1944, toen het Rode Leger de Duitsers verdreven had, werd het paleis opnieuw ingericht als museum. Het was de hoofdvestiging van het Estisch Kunstmuseum. Het presidentiële paleis was nevenvestiging. Dat bleef zo tot 1991. In die tijd werd het onderhoud van het gebouw echter zwaar verwaarloosd.
Na 1991, toen de onafhankelijkheid van Estland was hersteld, werd het museum tijdelijk gesloten. Tussen 1991 en 2000 vonden uitgebreide restauratiewerkzaamheden plaats, deels met steun van de regering van Zweden. Het presidentiële paleis werd weer als zodanig in gebruik genomen toen Lennart Meri president was geworden. Een deel van de kunstcollectie was in die tijd te bezichtigen in het Huis van de Estlandse Ridderschap in het oude centrum van Tallinn.
In 2000 ging het museum weer open en geleidelijk werd de kunstcollectie weer hierheen overgebracht. Intussen werd gebouwd aan een nieuw museum, het Kumu (een afkorting van Kunstimuuseum), elders in Kadriorg. Dat museum opende in 2006 zijn deuren. Het Kumu is nu de hoofdvestiging van het Estisch Kunstmuseum. In het Kadriorgpaleis is de afdeling ‘buitenlandse kunst’ gevestigd. Het museum heeft schilderijen van onder anderen Bartholomeus van der Helst, Gillis van Valckenborch, Lambert de Hondt de Oudere, Jacob Jordaens (‘De Heilige Familie’), Adriaen Cornelisz. Beeldemaker (‘Jager te paard’), Bernardo Strozzi, Anton Graff, Angelika Kauffmann, Cornelis Schut en Ilja Repin (‘Het verhaal van de soldaat’).

## Foto’s

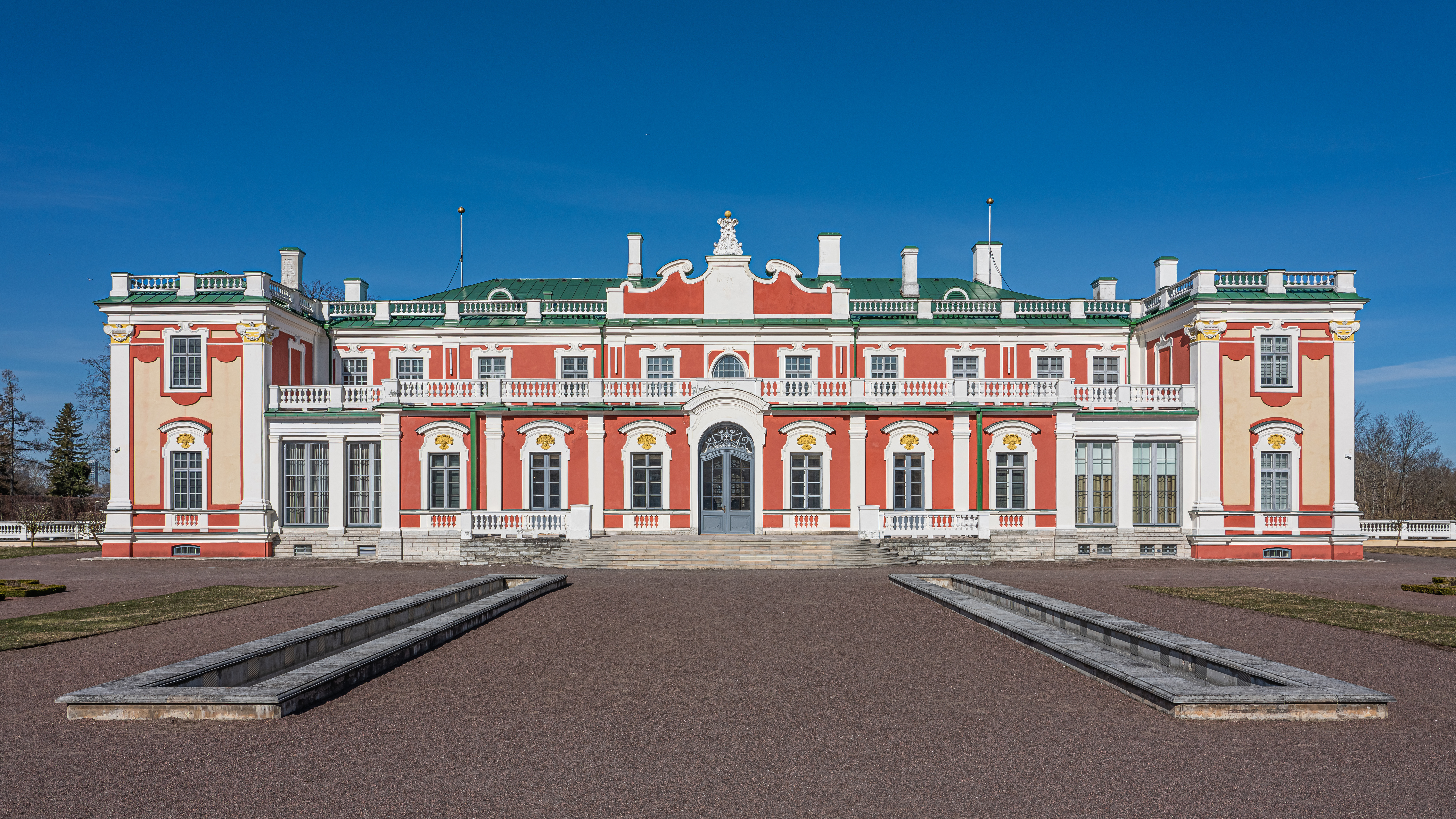
De voorzijde van het paleis
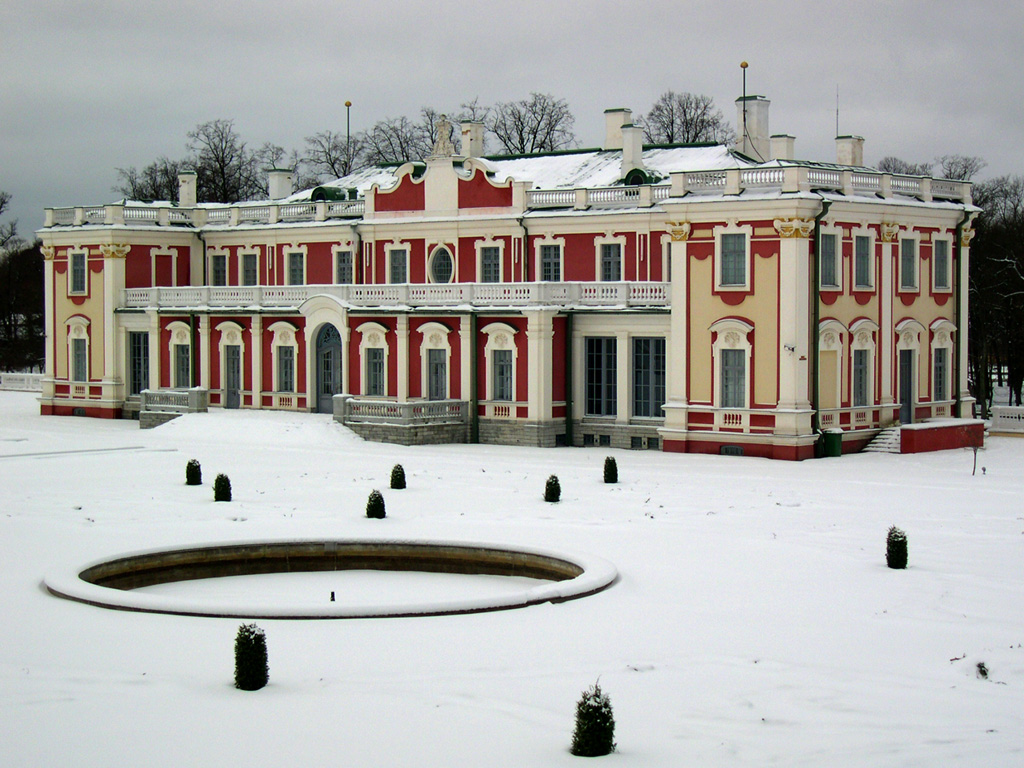
Het paleis in de winter
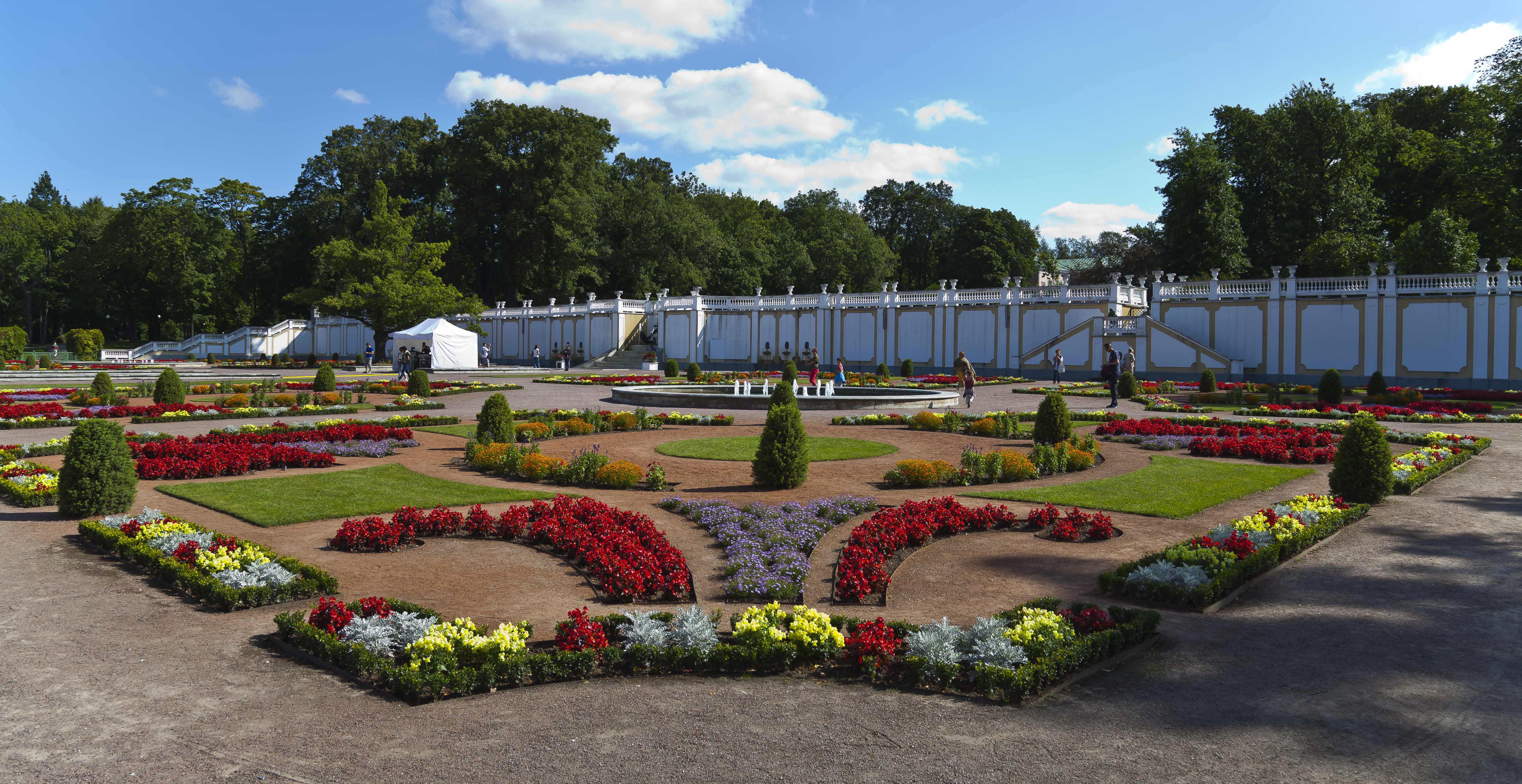
Het Kadriorgpark
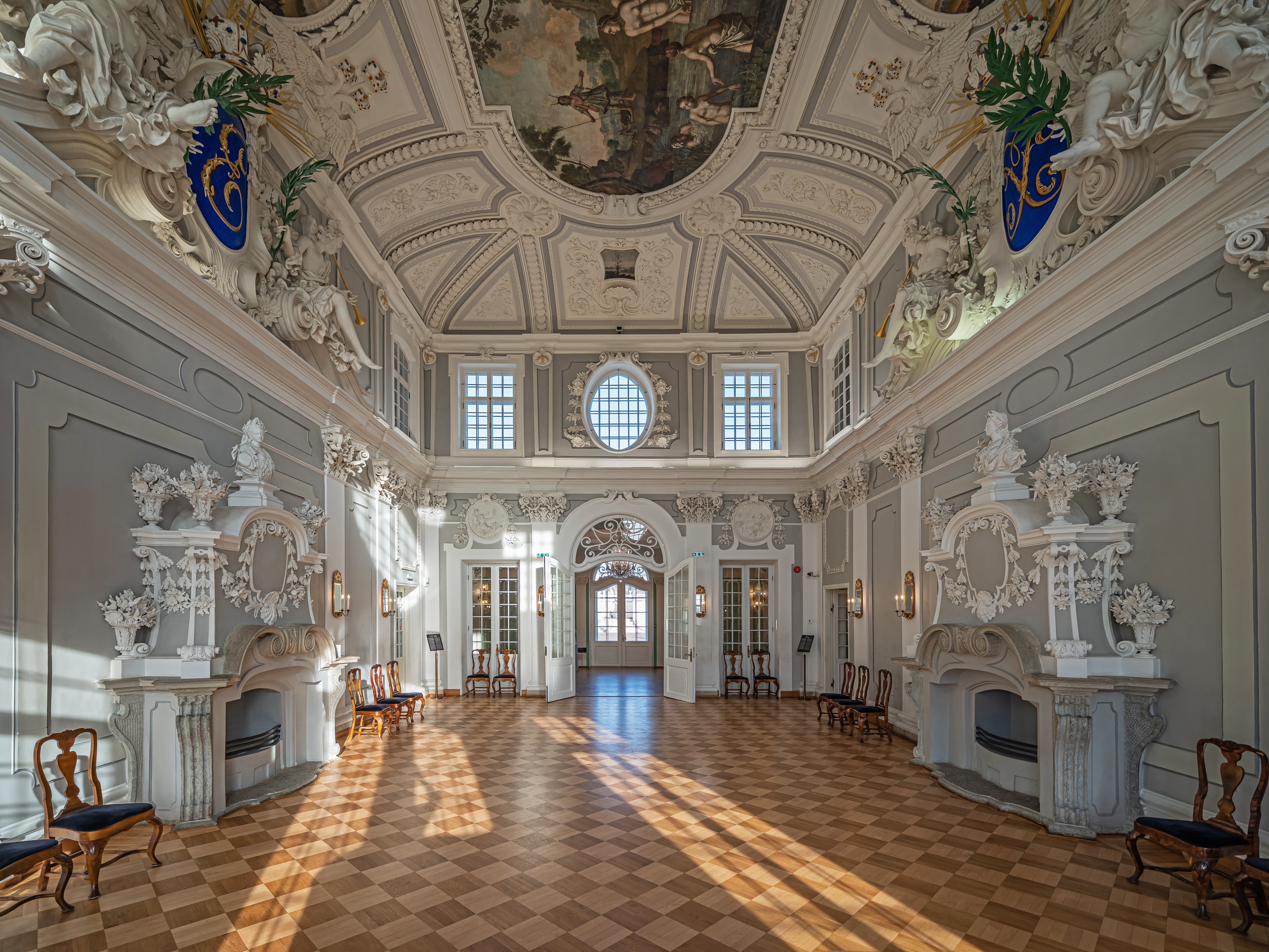
Het interieur van het paleis
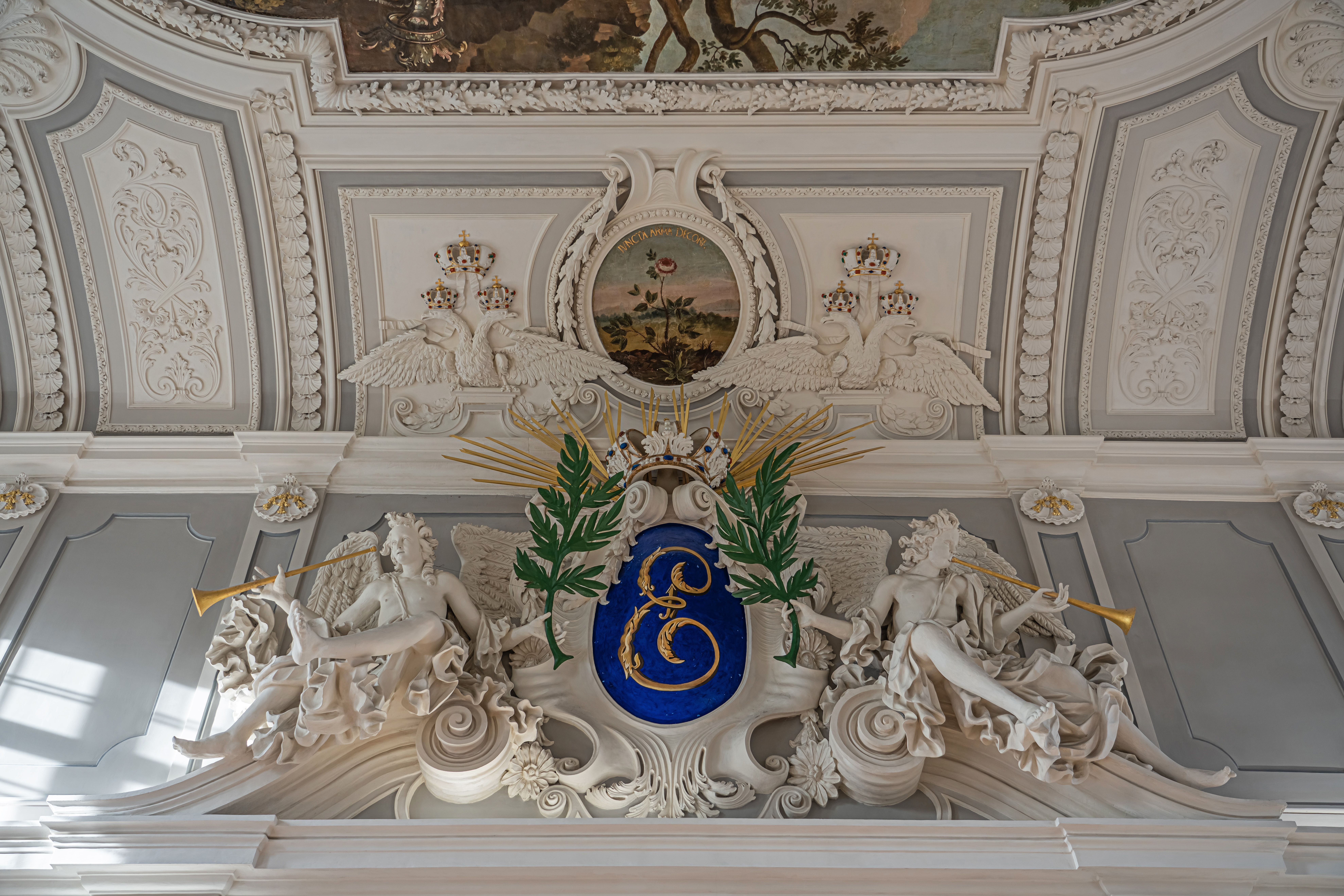
Het monogram van tsarina Catharina I als decoratie in het interieur